# Gabriela Roel
Gabriela Roel (Chiuaua, 13 de dezembro de 1959) é uma atriz mexicana de teatro, cinema e televisão.

## Biografia
Gabriela Roel estudou teatro na Universidad de Chihuahua e na Universidad Nacional Autónoma de México. Começou sua carreira artística no cinema e teatro mexicanos em meados da década de 1980, com um papel no filme La casa que arde de noche. Posteriormente, fez sua estreia na televisão na telenovela Pobre juventud.

## Carreira

### Telenovelas
| Año  | Obra                      | Papel                                                      |
| ---- | ------------------------- | ---------------------------------------------------------- |
| 2017 | Hoy voy a cambiar         | Lupita D'Alessio                                           |
| 2016 | La doña                   | Azucena de Aguirre                                         |
| 2014 | Siempre tuya Acapulco     | Eufrasia Pérez                                             |
| 2013 | Vivir a destiempo         | Eleonora Campos                                            |
| 2011 | Huérfanas                 | Santina Álvarez                                            |
| 2010 | La Loba                   | María Segovía / Lucrecia Aragones del Aguila "La Princesa" |
| 2009 | Pobre diabla              | Carmen                                                     |
| 2008 | Secretos del alma         | Virginia Cervantes                                         |
| 2006 | Campeones de la vida      | Minerva 'Mimí'                                             |
| 2004 | Prisionera                | Milagros Santos                                            |
| 2003 | Amor descarado            | Matilde García                                             |
| 2002 | Súbete a mi moto          | Laura                                                      |
| 2002 | Cara o cruz               | Claudette                                                  |
| 2002 | Agua y aceite             | Silvia                                                     |
| 1999 | La vida en el espejo      | Raquel Carmona                                             |
| 1998 | Demasiado corazón         |                                                            |
| 1996 | Con toda el alma          | Milagros                                                   |
| 1993 | Clarisa                   | Clarisa                                                    |
| 1991 | Yo no creo en los hombres | María Dolores Robledo                                      |
| 1990 | Días sin luna             | Sylvia                                                     |
| 1986 | Pobre juventud            | Rosario                                                    |

### Cinema
| Año  | Película                                  | Papel                 |
| ---- | ----------------------------------------- | --------------------- |
| 2015 | Los Inquilinos                            | Irma                  |
| 2014 | Jeremias                                  | Dra. Soto             |
| 2013 | Desde el mas alla                         |                       |
| 2008 | Pecados de una profesora                  | Magdalena Beltrán     |
| 2007 | Mejor es que Gabriela no se muera         | Ana Victoria/Gabriela |
| 2006 | Un encuentro ausente                      |                       |
| 2006 | Mujer alabastrina                         |                       |
| 2003 | La redención de Matilde                   |                       |
| 2002 | Asesino en serio                          | Gilda                 |
| 2001 | Demasiado amor                            |                       |
| 1998 | El cometa                                 |                       |
| 1997 | Ámbar                                     |                       |
| 1996 | Katuwira, donde nacen y mueren los sueños | Sofía                 |
| 1994 | El jardín del Edén                        | Serena                |
| 1993 | En medio de la nada (película)            | Claudia               |
| 1993 | Tirano Banderas                           | Chinita               |
| 1991 | Bandidos                                  | Prostituta            |
| 1991 | Ciudad de ciegos                          | Socorro               |
| 1990 | Pueblo de madera                          | Marina                |
| 1989 | Intimidades de un cuarto de baño          | Gabriela              |
| 1989 | Old Gringo                                | La Luna               |
| 1988 | Azul celeste                              |                       |
| 1988 | El Dorado                                 | Inés                  |
| 1986 | El tres de copas                          | Casilda               |
| 1985 | Amor a la vuelta de la esquina            |                       |
| 1985 | Tacos de oro                              | Patty                 |
| 1985 | Viaje al paraíso                          |                       |
| 1985 | La casa que arde de noche                 |                       |

### Séries de televisão
| Año  | Serie                       | Papel       | Episódios                 |
| ---- | --------------------------- | ----------- | ------------------------- |
| 2015 | El Dandy                    | Maria Luisa |                           |
| 2011 | Se busca un hombre          |             |                           |
| 2009 | XY. La revista              | Marisa      |                           |
| 2008 | Tiempo final                |             | El electricista           |
| 2008 | Capadocia                   | Zaide       | La elegida Pecado capital |
|      | Lo que callamos las mujeres | Vários      |                           |
|      | Miami Vice                  |             |                           |

### Teatro
| Obra                                     |
| ---------------------------------------- |
| A puerta cerrada                         |
| Cuatro Obras Infantiles                  |
| La otra flor                             |
| El maravilloso traje del helado de Crema |
| Detras de la puerta                      |
| Juana La mentirosa                       |
| Caligula Probablemente                   |
| Venecia                                  |
| Trainspotting                            |
| Kalho, Viva la Vida                      |
| Las Arpìas                               |

## Prêmios e Indicações
| Ano  | Prêmio                                             | Categoria                               | Obra                           | Resultado |
| ---- | -------------------------------------------------- | --------------------------------------- | ------------------------------ | --------- |
| 1987 | Premios Ariel                                      | Melhor atriz                            | Amor a la vuelta de la esquina | Nomeada   |
| 1991 | Ariel                                              | Melhor atriz                            | Pueblo de madera               | Nominada  |
| 1995 | El Heraldo de México                               | Melhor revelação cinematográfica        | En medio de la nada            | Nomeada   |
| 2008 | Prêmio da Associação de Periodistas Teatrais (ATP) | Atriz en Monólogo, Premio María Douglas | Frida Kahlo Viva la Vida       | Ganhadora |